# Gregor Kobel
Gregor Kobel (* 6. prosince 1997 Curych) je švýcarský profesionální fotbalový brankář, který chytá za německý klub Borussia Dortmund a za švýcarský národní tým.

## Klubová kariéra

### Hoffenheim
Kobel je odchovancem Hoffenheimu a v A-týmu debutoval 12. srpna 2017, kdy nastoupil v prvním kole DFB-Pokalu proti FC Rot-Weiß Erfurt. Zápas skončil venkovním vítězstvím Hoffenheimu 1:0. 7. prosince téhož roku pak debutoval také v evropských pohárech, když odchytal celé utkání posledního kola základní skupiny Evropské ligy proti Ludogorci Razgrad. 25. září 2018 pak debutoval i v německé nejvyšší soutěži, a to při výhře 3:1 nad Hannoverem. Během svého angažmá plnil roli brankářské dvojky za Oliverem Baumannem.

#### Augsburg (hostování)
Jarní část sezóny 2018/19 strávil Kobel na hostování v Augsburgu, kde odchytal 18 soutěžních utkání, v nichž udržel 4 čistá konta.

### Stuttgart
V létě 2019 zamířil na roční hostování s opcí do Stuttgartu. V týmu se ihned stal brankářskou jedničkou a 11 čistými konty v 31 zápasech 2. ligy pomohl k postupu do nejvyšší soutěže.
Stuttgart po sezóně aktivoval opci na trvalý přestup Kobela, který si tak udržel místo v brance i v nejvyšší soutěži. Kobel udržel 6 čistých kont v 34 soutěžních zápasech, v bundesligové tabulce obsadil se Stuttgartem solidní deváté místo a vysloužil si pozornost evropských velkoklubů.

### Borussia Dortmund
V červnu 2021 přestoupil Kobel do Borussie Dortmund. kde navázal na linii švýcarských brankářů; před ním se v brance BVB přetahovali jiní brankáři ze Švýcarska Roman Bürki a Marwin Hitz. V Borussii se ihned stal brankářskou jedničkou, v 40 soutěžních zápasech v sezóně 2021/22 udržel 11 čistých kont a pomohl ke konečné druhé příčce v lize.
O místo v brance nepřišel ani v létě 2022, a tak patřil k nejdůležitějším hráčům týmu, který až do posledního kola bojoval o ligový titul. Dortmund však v 34. kole jen remizoval s Mainzem 2:2, a tak se z ligové trofeje radovali rivalové z Bayernu Mnichov. Kobel v sezóně udržel 15 čistých kont a byl zvolen nejlepším brankářem německé Bundesligy.

## Reprezentační kariéra
V roce 2021 byl Kobel nominován na závěrečný turnaj Mistrovství Evropy. Na turnaji však plnil jen roli brankářské dvojky za Yannem Sommerem.
Svého reprezentačního debutu se dočkal 1. září 2021 v přátelském utkání s Řeckem.
V listopadu 2022 byl nominován na mistrovství světa do Kataru. Na turnaji však odchytal jen jedno utkání základní skupiny proti Srbsku; ve zbylých zápasech se ve švýcarské brance objevil Yann Sommer.